# Allotiso lancearius
Genre
Espèce
Synonymes
- Tiso lancearius Tanasevitch, 1987

Allotiso lancearius, unique représentant du genre Allotiso, est une espèce d'araignées aranéomorphes de la famille des Linyphiidae.

## Distribution
Cette espèce se rencontre en Géorgie et en Turquie dans la province d'Artvin,.

## Publications originales
- Tanasevitch, 1987 : The linyphiid spiders of the Caucasus, USSR (Arachnida: Araneae: Linyphiidae). Senckenbergiana biologica, vol. 67, p. 297-383.
- Tanasevitch, 1990 : The spider family Linyphiidae in the fauna of the Caucasus (Arachnida, Aranei). Fauna nazemnykh bespozvonochnykh Kavkaza. Moscow, Akaedemia Nauk, p. 5-114.